# Juan de Herrera y Chumacero
Juan de Herrera y Chumacero (Santa Fe de Bogotá 1665 - ibídem 18 de marzo de 1738) fue un compositor de música religiosa del barroco neogranadino.

## Biografía
Nació en Bogotá alrededor del año 1665. Educado con dominicos o jesuitas, su primer puesto relevante es en la Catedral Primada de Colombia como maestro de capilla, sustituyendo a José Cascante en 1702. Fue también, probablemente, profesor de música en el convento de Santa Inés, también en la capital colombiana. 
Se mantuvo en el puesto de Maestro de Capilla hasta su muerte en 1738.

## Obra
Su composición es predominante vocal y en latín, destacando sus tres misas de réquiem, una de ellas para cinco voces. El éxito de las misas fue tal que desplazó a las obras que se habían importado desde la península para ser interpretadas en los funerales de personajes importantes de la aristocracia. En1698 escribió su primera obra secular con texto en español, dedicada a Nuestra Señora del Topo: "A la fuente de bienes".